# تشن زهين
تشن زهين (بالصينية: 陈箴) هو فنان تشكيلي وأستاذ جامعي صيني، ولد في 4 أكتوبر 1955 في شانغهاي في الصين، وتوفي في 13 ديسمبر 2000 في باريس في فرنسا بسبب فقر الدم الانحلالي.